# Simunye
Koordinaten: 26° 13′ S, 31° 55′ O
Simunye ist eine Stadt in Eswatini in der Region Lubombo. Im Jahr 1997 hatte sie 5633 Einwohner. Simunye liegt 260 Meter über dem Meeresspiegel im Lowveld westlich der Lebombo-Berge. In der Umgebung wird Zuckerrohr angebaut, der in Simunye einer 1980 errichteten und 2000 erweiterten Zuckerraffinerie des Unternehmens Royal Eswatini Sugar Corporation (RES) zu Zucker verarbeitet wird. Aus der Melasse wird in einem benachbarten Werk Ethanol gewonnen.
Simunye liegt an der Fernstraße MR3, die auch die beiden größten Städte des Landes, Manzini und Mbabane, erreicht. Der Flugplatz Simunye Airport liegt nördlich des Ortes.
Der Fußballverein Royal Leopards FC, ein Polizeisportverein, ist in Simunye ansässig, ebenso der Green Mamba FC. Das Stadion heißt Simunye Park. Durch Fusion von Simunye FC und Mhlume United FC entstand der Club RSSC United FC, der seinen Sitz im nordwestlich gelegenen Mhlume hat, in dem die RSSC ebenfalls aktiv ist.